# Corrado III di Norimberga

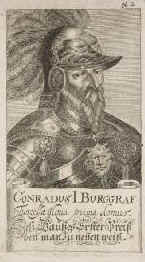
Corrado III

Corrado III di Hohenzollern (... – 1261) fu burgravio di Norimberga.

## Biografia
Figlio di Federico II e di Sofia, contessa di Raabs, di Norimberga.
Dopo aver rinunciato ufficialmente al titolo di conte di Zollern, ottenne nel 1205 il burgraviato di Norimberga, staccandosi dal governo associato con il fratello.
Sposò Cunegonda d'Asburgo dalla quale ebbe due figli che gli successero nel titolo.
È un antenato diretto di Guglielmo II, ultimo Imperatore tedesco.